# Novoselîșce (Avhustînivka), Zaporijjea
Novoselîșce (în ucraineană Новоселище) este un sat în comuna Avhustînivka din raionul Zaporijjea, regiunea Zaporijjea, Ucraina.

## Demografie
Componența lingvistică a localității Novoselîșce
     Ucraineană (90,91%)
     Rusă (9,09%)
Conform recensământului din 2001, majoritatea populației localității Novoselîșce era vorbitoare de ucraineană (90,91%), existând în minoritate și vorbitori de rusă (9,09%).